# Ross James
Ross James (ur. 17 sierpnia 1987) – amerykański wioślarz.

## Osiągnięcia
- Mistrzostwa świata – Poznań 2009 – ósemka – 9. miejsce
- Mistrzostwa świata – Chungju 2013 – ósemka – 3. miejsce